# Aharon Jadlin
Aharon Jadlin (hebrejsky אהרן ידלין‎‎; 17. dubna 1926 – 12. srpna 2022) byl izraelský politik a učitel. V 70. letech byl ministrem školství ve vládě Jicchaka Rabina.

## Biografie
Jadlin se narodil v mošavu Ben Šemen ještě za dob britské mandátní Palestiny. Byl aktivní v místním skautském hnutí a zároveň sloužil jako národní koordinátor skautingu. V roce 1946 se zúčastnil akce 11 bodů v Negevu a stal se jedním ze zakladatelů kibucu Be'eri. Během izraelské války za nezávislost se stal členem elitních úderných jednotek Palmach.
V letech 1950 až 1952 byl členem výkonného výboru odborových svazů Histadrut. Vystudoval historii, ekonomii a sociologii na Hebrejské univerzitě v Jeruzalémě, kde získal titul magistr. Po rozkolu v kibucovém hnutí ha-Kibuc ha-Meuchad se přestěhoval do kibucu Chacerim. Stal se jedním ze zakladatelů akademického pracoviště Bejt Berl, kde vyučoval sociologii, a sám toto pracoviště v letech 1955 až 1957 jako zastupující ředitel vedl. V letech 1964 až 1972 byl předsedou veřejného výboru strany Mapaj pro mládežnická hnutí.
Poprvé byl zvolen poslancem Knesetu ve volbách v roce 1959 a poslancem byl nepřetržitě až do roku 1979. Během svého dvacetiletého působení v izraelském parlamentu byl členem četných parlamentních výborů, včetně ekonomického výboru, výboru pro školství a kulturu, ústavu, právo a spravedlnost, výbor pro vnitřní záležitosti či vlivný výbor zahraničních věcí a obrany. Během funkčního období devátého Knesetu byl zvolen předsedou výboru pro vzdělání. V letech 1964 až 1972 byl náměstkem ministra školství a v letech 1972 až 1974 generálním tajemníkem strany Ma'arach. Během let 1974 až 1977 byl ministrem školství ve vládě Jicchaka Rabina. V době svého působení v čele ministerstva zahájil program dlouhého školního dne v rozvojových městech a chudobou postižených oblastech.
Po odchodu z Knesetu v roce 1979 zastával řadu funkcí ve veřejné sféře, včetně generálního tajemníka Sjednoceného kibucového hnutí v letech 1985 až 1989. Má tři syny a jedenáct vnoučat. Jedním z jeho synů je bývalý náčelník vojenské rozvědky Amos Jadlin.